# Lee Young-pyo
Lee Young-pyo (kor. 이영표, ur. 23 kwietnia 1977 w Hongcheon) – były koreański piłkarz występujący na pozycji obrońcy. Wielokrotny reprezentant Korei Południowej oraz zawodnik m.in. Borussii Dortmund i Tottenhamu Hotspur.